# Ryńskie
Ryńskie (deutsch Rheinsgut) ist ein Ort in der polnischen Woiwodschaft Ermland-Masuren. Er gehört zur Gmina Ostróda (Landgemeinde Osterode in Ostpreußen) im Powiat Ostródzki (Kreis Osterode in Ostpreußen).

## Geographische Lage
Ryńskie liegt im Westen der Woiwodschaft Ermland-Masuren, sieben Kilometer südwestlich der Kreisstadt Ostróda (deutsch Osterode in Ostpreußen).

## Geschichte
Der kleine und vor 1785 Reinholdsgut genannte Gutsort gehörte bis 1945 zum Kreis Osterode in Ostpreußen. Im Jahre 1874 wurde der Gutsbezirk Rheinsgut in den neu errichteten Amtsbezirk Groß Schmückwalde (polnisch Smykowo) eingegliedert. 103 Einwohner zählte Rheinsgut im Jahre 1910.
Am 30. September 1928 gab Rheinsgut seine Eigenständigkeit auf und schloss sich mit den Gutsbezirken Groß Schmückwalde (polnisch Smykowo), Klein Schmückwalde (Smykówko) und Nasteiken (Nastajki) zur neuen Landgemeinde Schmückwalde zusammen.
Mit dem gesamten südlichen Ostpreußen wurde Rheinsgut 1945 in Kriegsfolge an Polen überstellt. Das Dorf erhielt die polnische Namensform „Ryńskie“ und ist heute mit dem Sitz eines Schulzenamts (polnisch Sołectwo) eine Ortschaft im Verbund der Landgemeinde Ostróda (Osterode i. Ostpr.) im Powiat Ostródzki (Kreis Osterode in Ostpreußen), bis 1998 der Woiwodschaft Olsztyn, seither der Woiwodschaft Ermland-Masuren zugehörig.

## Kirche
Bis 1945 war Rheinsgut evangelischer- und katholischerseits in die Kreisstadt Osterode i. Ostpr. – mit einer evangelischen Filialkirche in Arnau – eingepfarrt. Seitens der evangelischen Kirche ist der Bezug zu Ostróda geblieben, wobei die Kirche dort jetzt zur Diözese Masuren in der Evangelisch-Augsburgischen Kirche in Polen gehört. Seitens der römisch-katholischen Kirche ist Ryńskie nun nach Ornowo (Arnau) im Erzbistum Ermland eingegliedert.

## Verkehr
Ryńskie liegt östlich der Landesstraße 15, in die nur wenig entfernt die Schnellstraße 5 (Anschlussstelle Ostróda Zachód) einmündet. Eine Stichstraße führt von der Hauptstraße in den kleinen Ort.
Eine Anbindung an den Bahnverkehr besteht nicht.